# Prêmio Ted Lindsay
O Prêmio Ted Lindsay, antigamente conhecido por Prêmio Lester B. Pearson, é entregue anualmente ao mais fantástico jogador da National Hockey League na temporada regular de acordo com o julgamento dos membros da NHL Players Association. Como Prêmio Lester B. Pearson, ele foi entregue 38 vezes a 22 jogadores diferentes, desde seu início em 1971. É uma companhia para o Troféu Memorial Hart, o qual é entregue ao jogador mais valioso da Liga.
O nome foi renomeado para o do grande Ted Lindsay do Detroit Red Wings, anunciado oficialmente em 29 de abril de 2010.

## História
O prêmio foi entregue pela primeira vez na Temporada 1971-72 da NHL. Ele foi nomeado em homenagem a Lester B. Pearson, que foi Primeiro Ministro do Canadá de 1963 a 1968, o ganhador do Prêmio Nobel da Paz de 1957, e um ex-jogador e técnico do Varsity Blues da Universidade de Toronto .
Em 29 de abril de 2010, a National Hockey League Players' Association anunciou que o prêmio seria reintroduzido como Prêmio Ted Lindsay para homenagear Ted Lindsay por sua habilidade, tenacidade, liderança e grande papel no estabelecimento da Associação de Jogadores original A votação é conduzida no fim da tempoada regular pelos membros da NHL Players Association.
Wayne Gretzky ganhou o prêmio 5 vezes em sua carreira. Membros do Pittsburgh Penguins foram os que mais ganharam o prêmio, com sete vencedores, seguidos pelo Edmonton Oilers, com seis vencedores. O Prêmio Lindsay é considerado uma companhia para o  Troféu Memorial Hart—treze jogadores ganharam ambos os troféus pela mesma razão: Guy Lafleur (1976–77 e 1977–78), Wayne Gretzky (1981–82, 1982–83, 1983–84, 1984–85 e 1986–87), Mario Lemieux (1987–88 e 1992–93 e 1995–96), Mark Messier (1989–90 e 1991–92), Brett Hull (1990–91), Sergei Fedorov (1993–94), Eric Lindros (1994–95), Dominik Hasek (1996–97 e 1997–98), Jaromir Jagr (1998–99), Joe Sakic (2000–01), Martin St. Louis (2003–04), Sidney Crosby (2006–07) e Alexander Ovechkin (2007–08 e 2008–09). Dos treze, apenas Lafleur, Gretzky, Lemieux, Jagr, St. Louis, Crosby, e Ovechkin também têm o Troféu Art Ross pela mesma razão e completaram a tríade Hart-Pearson-Art Ross.  Sidney Crosby,aos 19 anos, tornou-se o jogador mais novo a conquistar o Pearson, na conclusão da temporada 2006-07 da NHL.

## Vencedores

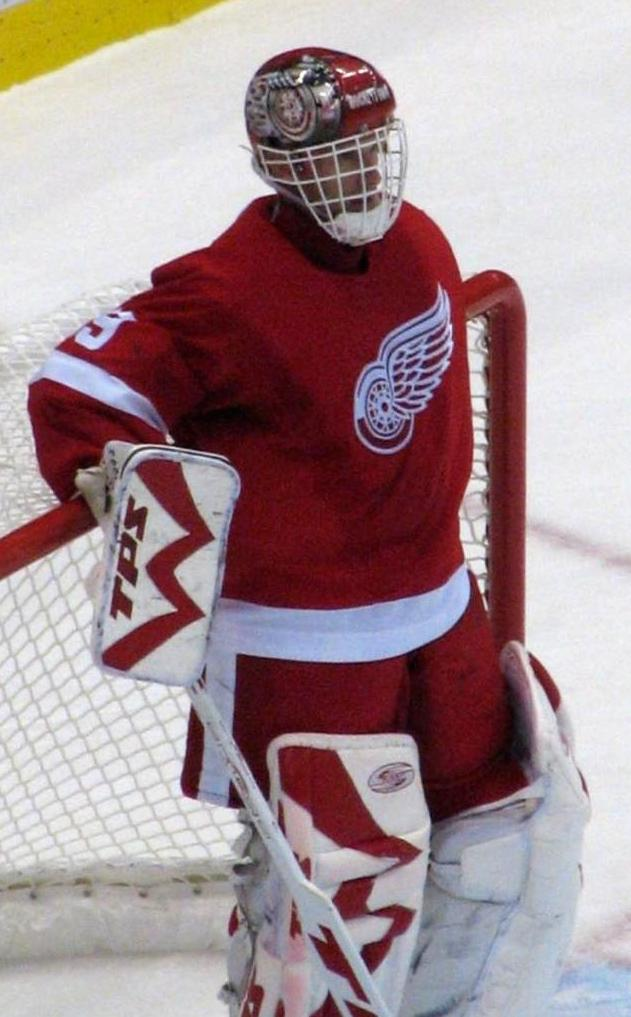
Dominik Hasek, com dois prêmios.

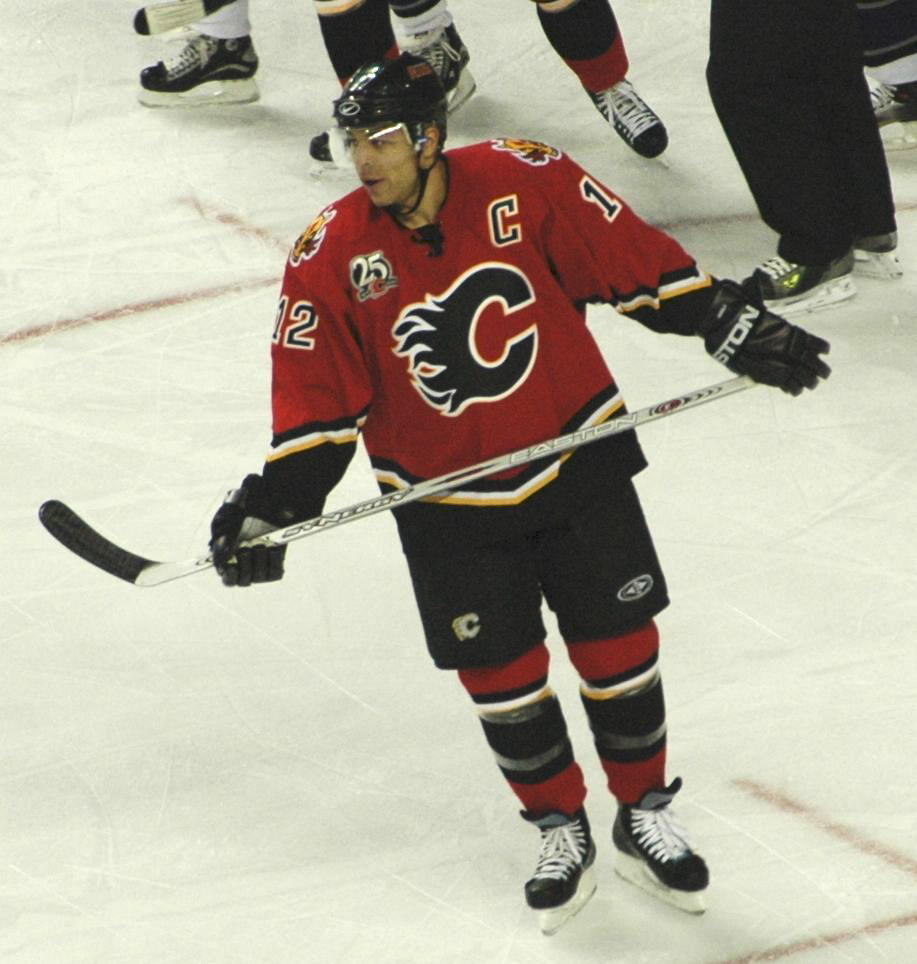
Jarome Iginla, uma conquista.

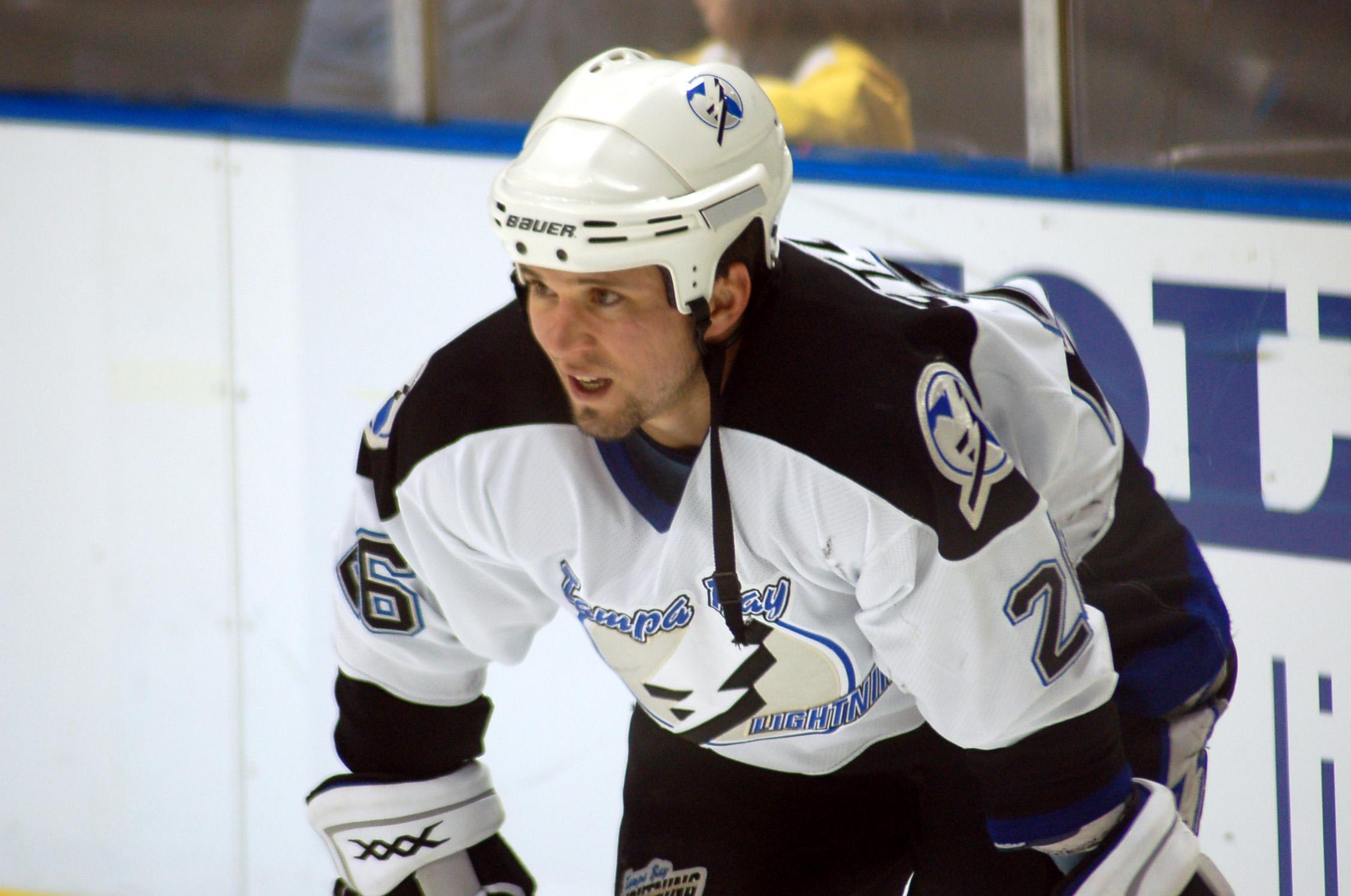
Martin St. Louis, uma vitória.

| C | Centro | D | Defesa | RW | Asa Direita | LW | Asa Esquerda | G | Goleiro |

| Temporada                     | Vencedor                         | Time                | Posição | Número de Prêmios |
| ----------------------------- | -------------------------------- | ------------------- | ------- | ----------------- |
| Como Prêmio Lester B. Pearson |                                  |                     |         |                   |
| 1970–71                       | Phil Esposito                    | Boston Bruins       | C       | 1                 |
| 1971–72                       | Jean Ratelle                     | New York Rangers    | C       | 1                 |
| 1972–73                       | Phil Esposito                    | Boston Bruins       | C       | 2                 |
| 1973–74                       | Bobby Clarke                     | Philadelphia Flyers | C       | 1                 |
| 1974–75                       | Bobby Orr                        | Boston Bruins       | D       | 1                 |
| 1975–76                       | Guy Lafleur                      | Montreal Canadiens  | RW      | 1                 |
| 1976–77                       | Guy Lafleur                      | Montreal Canadiens  | RW      | 2                 |
| 1977–78                       | Guy Lafleur                      | Montreal Canadiens  | RW      | 3                 |
| 1978–79                       | Marcel Dionne                    | Los Angeles Kings   | C       | 1                 |
| 1979–80                       | Marcel Dionne                    | Los Angeles Kings   | C       | 2                 |
| 1980–81                       | Mike Liut                        | St. Louis Blues     | G       | 1                 |
| 1981–82                       | Wayne Gretzky                    | Edmonton Oilers     | C       | 1                 |
| 1982–83                       | Wayne Gretzky                    | Edmonton Oilers     | C       | 2                 |
| 1983–84                       | Wayne Gretzky                    | Edmonton Oilers     | C       | 3                 |
| 1984–85                       | Wayne Gretzky                    | Edmonton Oilers     | C       | 4                 |
| 1985–86                       | Mario Lemieux                    | Pittsburgh Penguins | C       | 1                 |
| 1986–87                       | Wayne Gretzky                    | Edmonton Oilers     | C       | 5                 |
| 1987–88                       | Mario Lemieux                    | Pittsburgh Penguins | C       | 2                 |
| 1988–89                       | Steve Yzerman                    | Detroit Red Wings   | C       | 1                 |
| 1989–90                       | Mark Messier                     | Edmonton Oilers     | C       | 1                 |
| 1990–91                       | Brett Hull                       | St. Louis Blues     | RW      | 1                 |
| 1991–92                       | Mark Messier                     | New York Rangers    | C       | 2                 |
| 1992–93                       | Mario Lemieux                    | Pittsburgh Penguins | C       | 3                 |
| 1993–94                       | Sergei Fedorov                   | Detroit Red Wings   | C       | 1                 |
| 1994–95                       | Eric Lindros                     | Philadelphia Flyers | C       | 1                 |
| 1995–96                       | Mario Lemieux                    | Pittsburgh Penguins | C       | 4                 |
| 1996–97                       | Dominik Hasek                    | Buffalo Sabres      | G       | 1                 |
| 1997–98                       | Dominik Hasek                    | Buffalo Sabres      | G       | 2                 |
| 1998–99                       | Jaromir Jagr                     | Pittsburgh Penguins | RW      | 1                 |
| 1999–2000                     | Jaromir Jagr                     | Pittsburgh Penguins | RW      | 2                 |
| 2000–01                       | Joe Sakic                        | Colorado Avalanche  | C       | 1                 |
| 2001–02                       | Jarome Iginla                    | Calgary Flames      | RW      | 1                 |
| 2002–03                       | Markus Naslund                   | Vancouver Canucks   | LW      | 1                 |
| 2003–04                       | Martin St. Louis                 | Tampa Bay Lightning | RW      | 1                 |
| 2004–05                       | 2004–05 NHL lockout Sem vencedor |                     |         |                   |
| 2005–06                       | Jaromir Jagr                     | New York Rangers    | RW      | 3                 |
| 2006–07                       | Sidney Crosby                    | Pittsburgh Penguins | C       | 1                 |
| 2007–08                       | Alexander Ovechkin               | Washington Capitals | LW      | 1                 |
| 2008–09                       | Alexander Ovechkin               | Washington Capitals | LW      | 2                 |
| As Ted Lindsay Award          |                                  |                     |         |                   |
| 2009–10                       | Alexander Ovechkin               | Washington Capitals | LW      | 3                 |
| 2010–11                       | Daniel Sedin                     | Vancouver Canucks   | LW      | 1                 |
| 2011–12                       | Evgeni Malkin                    | Pittsburgh Penguins | C       | 1                 |
| 2012–13                       | Sidney Crosby                    | Pittsburgh Penguins | C       | 1                 |
| 2013–14                       | Sidney Crosby                    | Pittsburgh Penguins | C       | 2                 |
| 2014–15                       | Carey Price                      | Montreal Canadiens  | G       | 1                 |
| 2015–16                       | Patrick Kane                     | Chicago Blackhawks  | RW      | 1                 |
| 2016–17                       | Connor McDavid                   | Edmonton Oilers     | C       | 1                 |
| 2017–18                       | Connor McDavid                   | Edmonton Oilers     | C       | 2                 |
| 2018–19                       | Nikita Kucherov                  | Tampa Bay Lightning | RW      | 1                 |
| 2019–20                       | Leon Draisaitl                   | Edmonton Oilers     | C       | 1                 |
| 2020–21                       | Connor McDavid                   | Edmonton Oilers     | C       | 3                 |
| 2021–22                       | Auston Matthews                  | Toronto Maple Leafs | C       | 1                 |
| 2022–23                       | Connor McDavid                   | Edmonton Oilers     | C       | 4                 |
| 2023–24                       | Nathan MacKinnon                 | Colorado Avalanche  | C       | 1                 |